# Lesotho ved sommer-OL 2016
Lesotho deltog ved Sommer-OL 2016 i Rio de Janeiro som blev arrangeret i perioden 5. august til 21. august 2016. 

## Medaljer
| 2016 Rio de Janeiro | Guld | Sølv | Bronze | Total |
| Lesotho             | 0    | 0    | 0      | 0     |